# Michael Kortstock
Michael Kortstock (* 1954 in Coburg) ist Diplomingenieur und war von 2008 bis 2016 Präsident der Hochschule für angewandte Wissenschaften München. Er ist verheiratet und hat ein Kind.
Nach dem Abitur verpflichtete sich Kortstock zunächst für zwölf Jahre als Zeitoffizier bei der Luftwaffe. Im Rahmen seiner Offizierausbildung studierte er an der Universität der Bundeswehr München Elektrotechnik und schloss das Studium 1978 als Diplomingenieur ab. Anschließend war er unter anderem als Offizier für RADAR-Elektronik an der Technischen Schule der Luftwaffe eingesetzt. Später kehrte er an die Bundeswehr-Universität zurück, um dort als wissenschaftlicher Mitarbeiter an seiner Promotion zu arbeiten. Diese schloss er 1989 ab. Die Dissertationsschrift trägt den Titel „Bewertung unterschiedlicher Messverfahren bei der Belastung elektronischer Bauelemente mit sehr schnellen Impulsen“. Bereits von 1985 bis 1989 war Kortstock Lehrbeauftragter an der Fachhochschule München, der heutigen Hochschule München. 1989 folgte dort die Berufung als Professor in der Fakultät für Maschinenbau, Fahrzeugtechnik, Flugzeugtechnik. 2001 bis 2003 war er Prodekan der Fakultät und ab 2003 bis 2006 Dekan. 2006 trat er dann sein Amt als Vizepräsident an. Dabei war er verantwortlich für den Bereich Angewandte Forschung und Entwicklung. Er war von 2008 bis 2016 Präsident der Hochschule.